# Chiesa di Sant'Agostino (Massa Marittima)
La chiesa di Sant'Agostino è un edificio sacro situato a Massa Marittima.

## Storia e descrizione
Fu costruita a partire dal 1299 dal vescovo Orlando Ugurgieri e terminata intorno al 1350 con la costruzione della splendida abside, su disegno di Domenico d'Agostino.
La semplice austerità della facciata, dove l'unica nota decorativa è data dalla strombatura del portale, contrasta con lo spazio dato alla decorazione nell'abside pentagonale, coronata da archetti pensili e aperta da grandi finestroni gotici.
Sulla sinistra si sviluppano il chiostro (1410) e il campanile (1527).
L'interno presenta una vasta navata con archi acuti trasversali a sostegno della copertura lignea e termina con tre cappelle coronate con archi a sesto acuto.
All'interno sono conservate varie opere d'arte degne di nota, tra cui un'Annunciazione dell'Empoli (1640), una Madonna con Bambino e santi di incerta attribuzione ed una Visitazione di Rutilio Manetti (1639). 
In chiesa è anche una Fuga in Egitto di Lorenzo Lippi, eseguita nel 1642 forse con la collaborazione di Salvator Rosa, che avrebbe dipinto il paesaggio nello sfondo su richiesta dello stesso Lippi, continuamente insoddisfatto della sua resa. Il pittore elude in questa tela le tendenze neo-correggesche dei suoi contemporanei per riprendere i modelli neo-cinquecenteschi di Santi di Tito, più congeniali al suo linguaggio di chiarezza compositiva e di correttezza formale, evidente nel tornito plasticismo delle forme.
In questa chiesa ha soggiornato a lungo la splendida Maestà di Ambrogio Lorenzetti, conservata dal 2005 nel vicino Museo di Arte Sacra, anche se oggi si ritiene che la tavola fu realizzata originariamente per la vicina e più piccola chiesa di San Pietro all'Orto. La tavola, di cui si erano perse le tracce per secoli, fu rinvenuta nel 1867 nella soffitta della chiesa in pessimo stato di conservazione (addirittura divisa barbaramente in 5 pezzi).

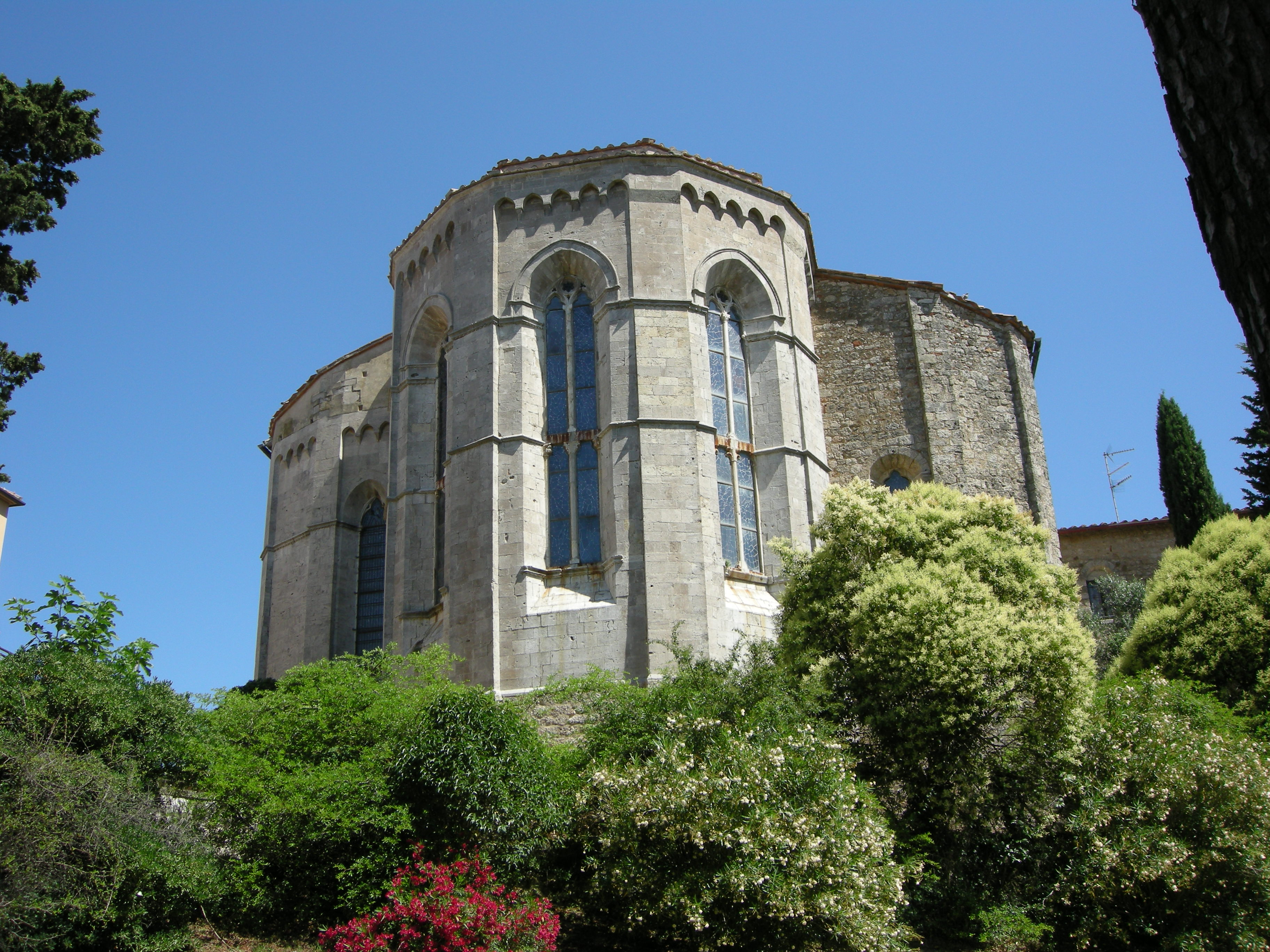
Absidi
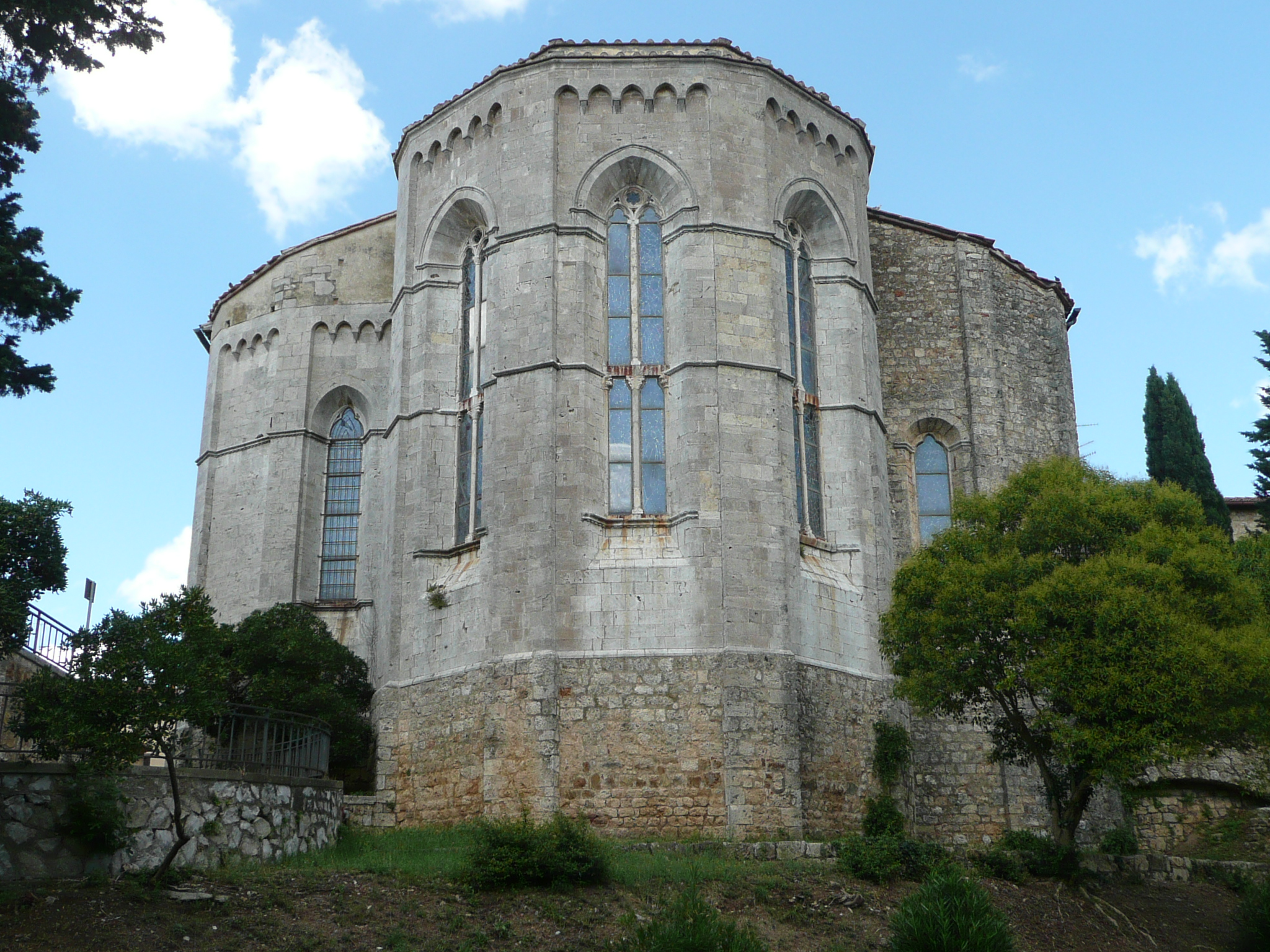
Absidi
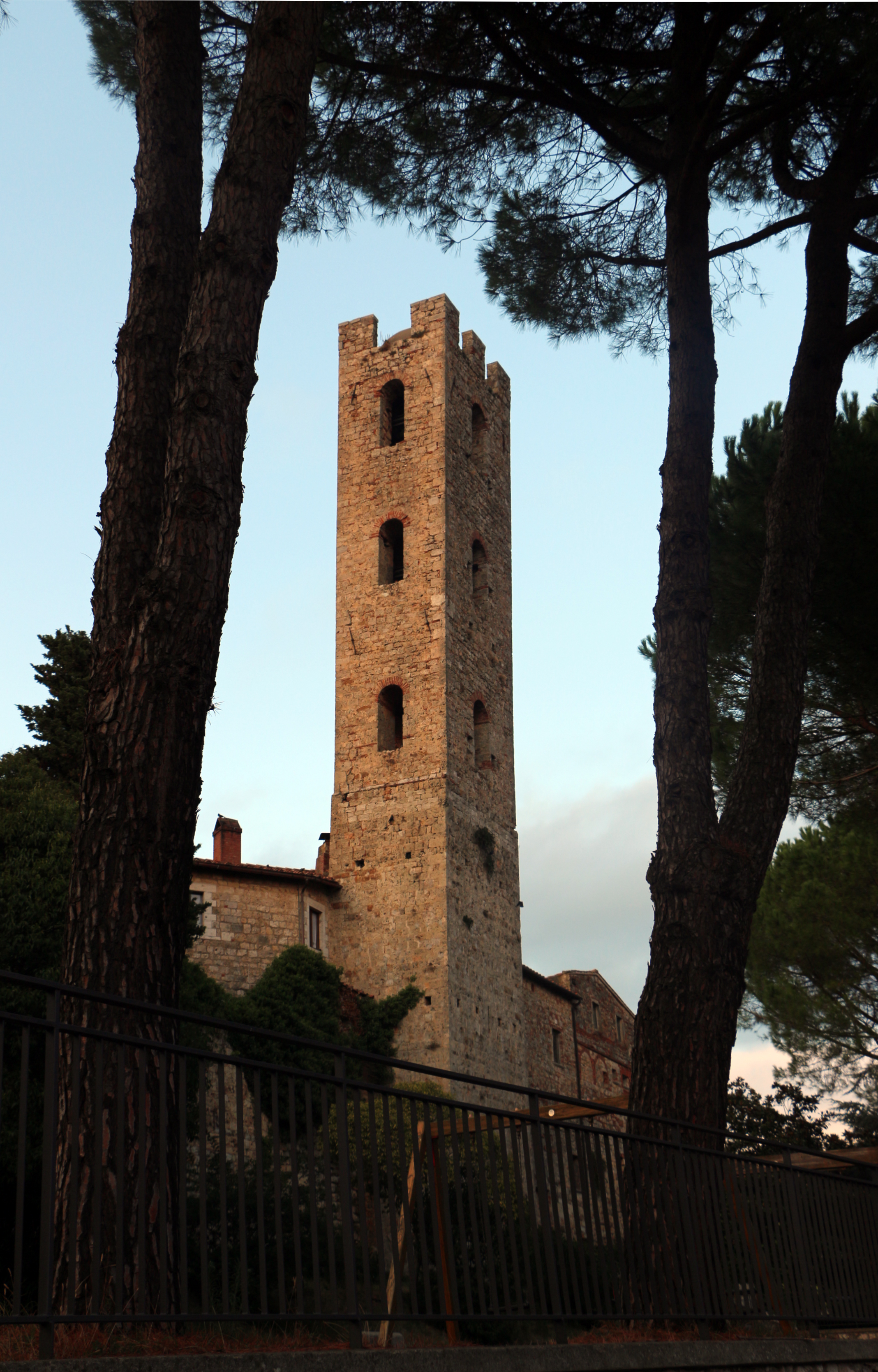
Campanile
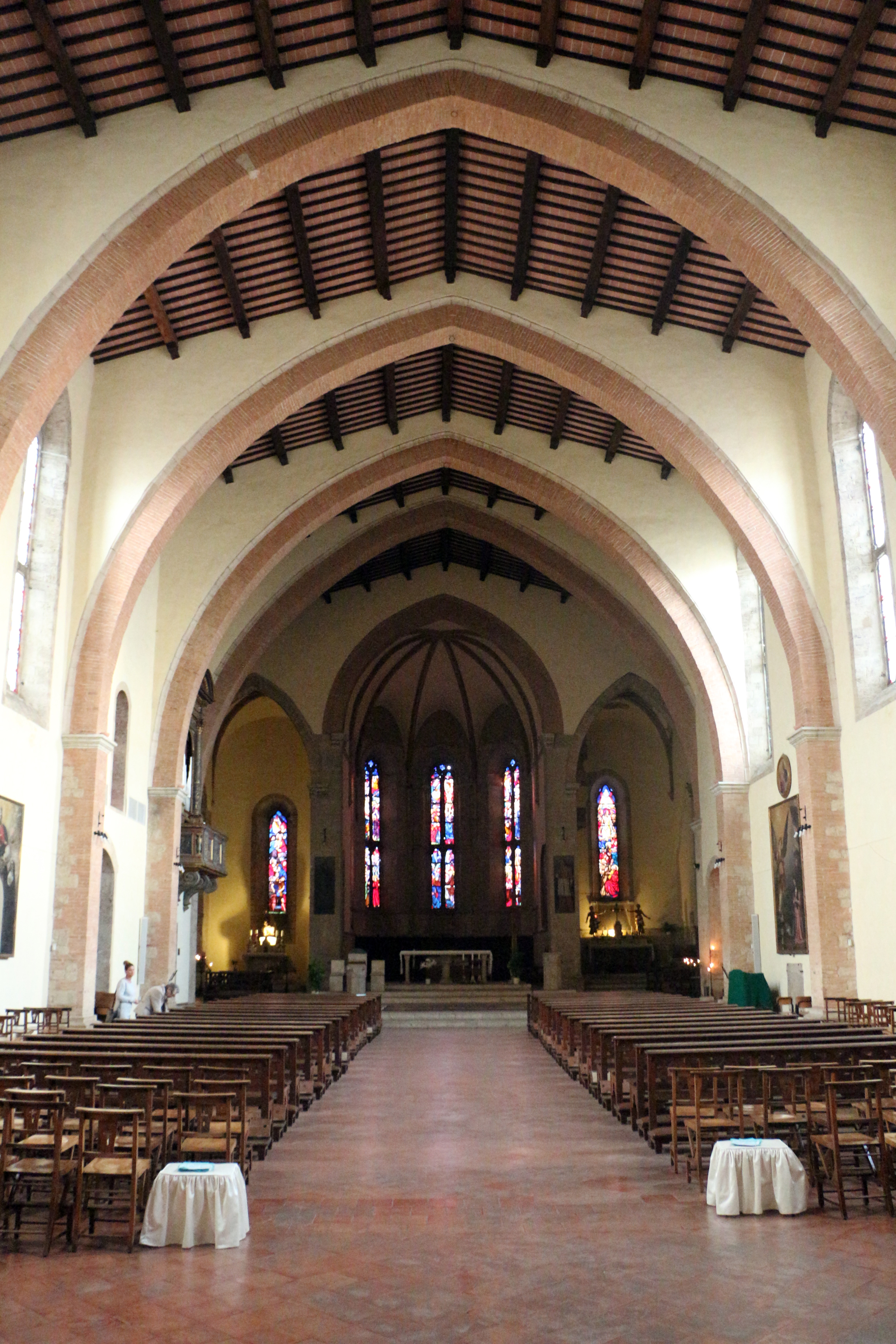
Interno
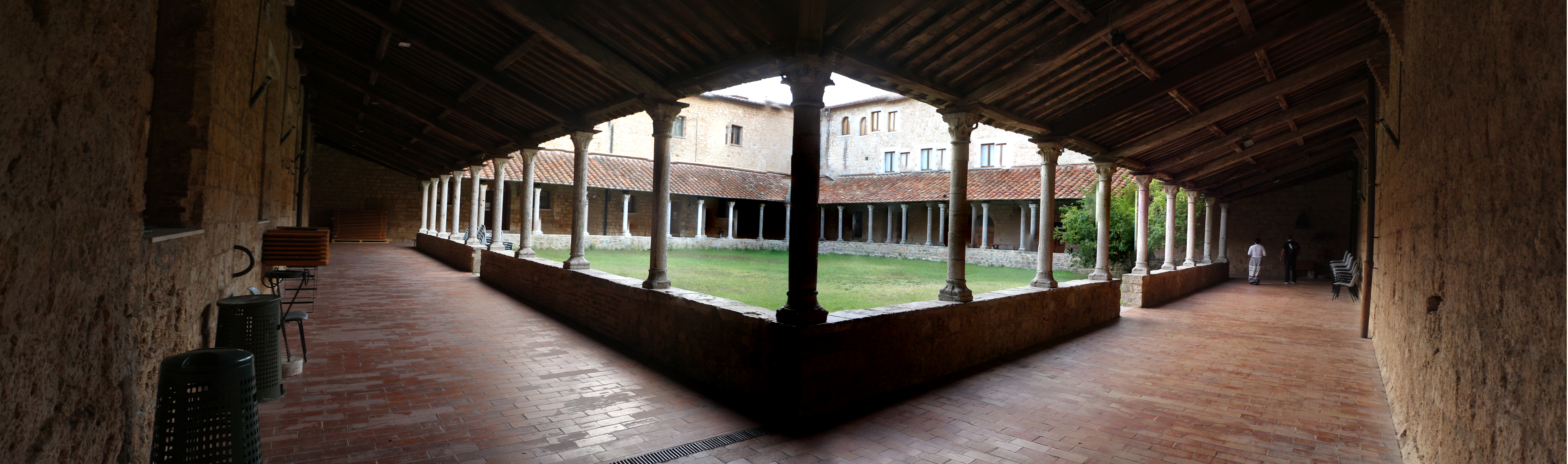
Chiostro